# 安岡正篤

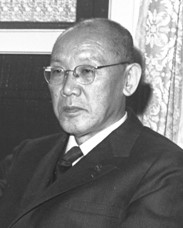
1971年

安岡 正篤（やすおか まさひろ、1898年〈明治31年〉2月13日 - 1983年〈昭和58年〉12月13日）は、日本の易学者、哲学者、思想家。私塾「金鶏学院」の設立、右翼政治団体「国維会」や学術団体「師友協会」の創立など、日本の伝統的な哲学・思想の「日本主義」の立場から保守派の長老として戦前から戦後に亘って活躍した。吉田茂（元内閣総理大臣）などの大物政治家とも深い交流があった。

## 経歴

### 生い立ち

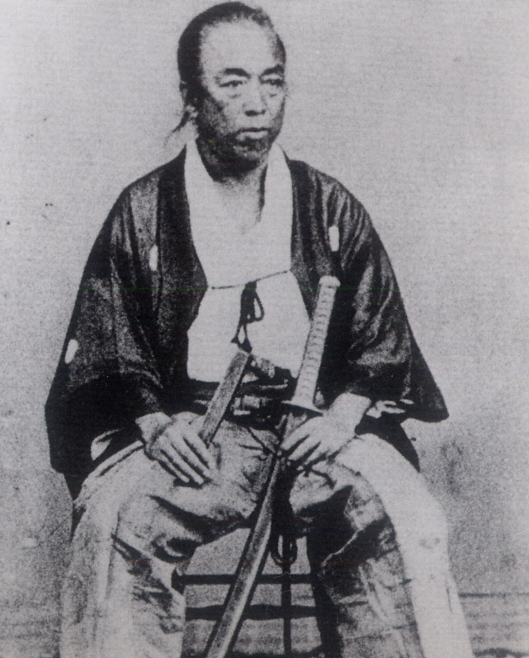
養曽祖父の安岡良亮

1898年（明治31年）に現在の大阪府大阪市中央区長堀（旧順慶町）において、素封家の父・堀田喜と母・悦子の四男として誕生。堀田家は尾張の出身で紀氏の流れである。実兄に高野山金剛峯寺第403世座主の堀田真快がいる。
1904年（明治37年）に大阪市芝尋常小学校入学。四書のうち『大学』から素読を始める。1910年（明治43年）に孔舎衙小学校を卒業。
旧制四條畷中学校入学。1916年（大正5年）に卒業するまでの5年間（脚気にて休学期間あり）､歩きながら書を読んで電柱にぶつかったり､牛に突き当たったりしたという伝説が生まれる。中学校では剣道部に所属。また、春日神社の神官の浅見晏斎に見出され、漢詩に親しみ、更に柳生藩大参事であった陽明学者の岡村閑翁（藤川冬斎の次男）より感化を受ける。
四條畷中学卒業後、高知県貫属士族で東京在住の安岡盛治の婿養子となる。盛治は、戊辰戦争の際、近藤勇を捕縛し斬首した功名で知られる土佐藩士安岡良亮の養孫（長男・安岡雄吉の娘婿）にあたる。

### 戦前
第一高等学校第一部丙類（独法科）に首席で入学し、卒業。1919年（大正8年）に東京帝国大学法学部（政治学科）に入学し、天皇主権学説（君権学派）の憲法学者の上杉慎吉に師事した。1922年（大正11年）に東京帝国大学法学部（政治学科）を卒業。東大卒業記念として執筆し、出版された『王陽明研究』が反響を呼ぶ。
文部省に入省するも半年で辞す。皇居内に設立されていた社会教育研究所に1923年（大正12年）に同所主事・小尾晴敏の懇請により出講。関東大震災ののち同研究所の組織再編に際し、学監兼教授となり、教育部長を兼任する。
同年、東洋思想研究所を設立、当時の大正デモクラシーに対して伝統的な「日本主義」を主張した。また、拓殖大学東洋思想講座講師となる。傍ら『日本精神の研究』『天子論及官吏論』などの著作を発表し、一部華族や軍人などに心酔者を出した。1924年（大正13年）に宮内大臣の牧野伸顕と対談した。

#### 教育機関設立・教化運動
1927年（昭和2年）に酒井忠正の援助により私塾の「金鶏学院」を設立し、1931年（昭和6年）には三井や住友などの財閥の出資により埼玉県に「日本農士学校」を創設し、福岡県でも「福岡農士学校」が設立され、教化運動に乗り出した。
私塾「金鶏学院」は軍部や官財界に支持者を広げて行き、1932年（昭和7年）には「日本主義に基づいた国政改革を目指す」として、酒井忠正や後藤文夫、近衛文麿らとともに右翼団体「国維会」を設立し、新官僚の本山となった。
同団体から、斎藤実内閣や岡田啓介内閣に、後藤文夫や吉田茂（後の首相とは別人で同姓同名の厚相・軍需相）、広田弘毅（元首相）ら会員が入閣したことで、世間の注目も集まったが、一方で政界の黒幕的な見方も強まったため、2年後には解散に追い込まれる。その間1933年（昭和8年）2月1日、国維会機関誌『国維』上に「篤農協会」の結成を掲載する。理事長は酒井忠正。
私塾「金鶏学院」などを通じた教化活動は続けられ、「二・二六事件の首謀者西田税らに影響を与えた一人」とも言われる。北一輝や大川周明の右翼団体「猶存社」の会員でもあった。八代六郎（日本海軍の軍人、政治家）山本五十六（日本海軍元帥）、蔣介石（元中華民国（のちに台湾）総統、中国国民党主席）などと親交があり、第二次世界大戦中には1944年（昭和19年）より大東亜省顧問として外交政策などに関わった。
1945年（昭和20年）8月に内閣書記官長の迫水久常の起草した終戦の詔勅（玉音放送）を刪修（さんしゅう）する。

### 戦後
終戦後の1946年（昭和21年）にかつて安岡が創設した私塾「金鶏学院」や日本農士学校等の各団体や学校は連合国軍最高司令官総司令部（GHQ）により解散を命じられ財産は没収、安岡自身も戦争中に大東亜省の公職に就いていたことを理由に公職追放される。

#### 創設団体解散・財産没収後
1949年（昭和24年）に「師友会」（後の全国師友協会）結成。機関紙『師友』（後に『師と友』と改称）の発行による次代の指導者の育成や、全国各地を巡っての講演、更にはラジオによる講話などを通じた東洋古典思想の普及活動を行った。1950年（昭和25年）10月の公職追放令第一次解除に該当し、公職追放を解除される。
1951年（昭和26年）に吉田茂（内閣総理大臣兼外務大臣）と対談。政財界とのパイプは保ち続け、自民党の政治家のアドバイザーとして主に東洋宰相学、帝王学を説き、彼らの「精神的な指導者」や「陰の御意見番」や「総理大臣の指南役」の位置にあった。1954年（昭和29年）6月1日を期して「師友会」を「全国師友協会」と改め、ここでの活動を中心に陽明学を基礎とした東洋思想の普及に努める。1958年（昭和33年）には岸信介、安倍源基、木村篤太郎らとともに「新日本協議会」を結成、旧日米安保条約改定運動や憲法改正運動などに関わった。
東洋古典の研究と人材育成に尽力する一方で、「保守派の長老」としても政財官界に影響力を持ち続けた。「全国師友協会」は遺言もあって解散したが、「関西師友協会」などの各地域の支部がそれぞれ独立した団体として活動を続け、安岡の思想を継承している。

#### 妻の死後
1975年（昭和50年）に先妻が死去。二男二女があった。
1983年（昭和58年）に占い師の細木数子との再婚騒動があったが、安岡の死後に安岡の親族から婚姻の無効が調停される。
1983年（昭和58年）12月13日に逝去。享年85歳。葬儀は1984年（昭和59年）1月25日に青山葬儀所で、葬儀委員長に岸信介（元・首相）、葬儀副委員長に稲山嘉寛・大槻文平・田中秀雄。葬儀委員に新井正明・江戸英雄・平岩外四によって執行。安岡の葬儀には、日本の政界からは中曽根康弘（当時、首相）を始め、田中角栄（元首相）・福田赳夫（元首相）・鈴木善幸（元首相）などの歴代首相が参列し、海外からは中華民国（台湾）の馬樹礼（後の駐日台湾代表）や韓国の朴泰俊などの外国人高官が参列した。会葬者は2千有余であった。葬儀の受付を弟子の一人だった陰陽師・風水師の富士谷紹憲が担当した。墓所は染井霊園。

## 逸話
- 安岡には政界だけでなく、財界にも多くの心酔者がおり、三菱グループ・近鉄グループ・住友グループ・東京電力など多くの財界人をも指南していたとされる[14]。
- 戦前には血盟団事件に私塾「金鶏学院」の関係者が多く連座したため安岡も一時関与を疑われた。戦後に、『文藝春秋 (雑誌)』の取材に対し井上日召は、血盟団事件の検挙の発端は、自身に累が及ぶのを恐れた安岡が内務省警保局長の松本学に密告したためで、井上はこれを警視庁の役人から後に聞いたとし、さらに安岡は内務省機密費から５万円を受け取ったと証言している[15][16]。また安岡が、五・一五事件や二・二六事件の首謀者の一員とされる大川周明や北一輝と東京帝国大学時代に親交があったことからこれらの事件への関与を指摘する向きもあるが、安岡自身はこのことについて何も語っていた記録がない。このため、現在ではこれらへの関与を否定する見方が一般的である。
- 一方で特に海軍関係者との親交[17]や大東亜省顧問としての活動が挙げられる。後者に関しては、具体的に何処まで関与したかは資料がなくほとんど明らかにされていない。
- 戦時中から政治家や右翼活動家に影響力があったため、連合国軍最高司令官総司令部（GHQ）より戦犯容疑がかかったが、中華民国（台湾）の蔣介石が「ヤスオカほどの人物を戦犯にするのは間違いだ」と連合国軍最高司令官総司令部（GHQ）を説得し逮捕されなかった[18]。
- 戦後には、自民党政治の中で東洋宰相学、帝王学に立脚し、「実践的な人物学」や「活きた人間学」を元に、多くの政治家や財界人の「精神的指導者」や「御意見番」の位置にあった。安岡を信奉し、師匠と仰いだとして知られる政治家には吉田茂（元首相）、池田勇人（元首相）[注釈 11]、佐藤栄作（元首相）[注釈 12]、福田赳夫（元首相）、大平正芳（元首相）など多くの歴代首相が挙げられる[19]。これに対し、元血盟団員の四元義隆は、池田勇人（元首相）や大平正芳（元首相）が安岡に私淑していたと（まで）言うのは間違いで、いろいろ言葉を知ってるので便利に使われただけとする[20]。岸信介以降の歴代首相（田中角栄・三木武夫を除く）に施政方針演説の推敲を依頼されていたと言われる[注釈 13]。
- 長年の親友であった政界の長老の肥田琢司の追悼集の表題『浩然録』は安岡の案によるものであり、肥田との思い出も綴られている[21]。また、弟子に衆議院議員になった林大幹がおり、回想記を出している[22]。晩年に陽明学に傾倒した三島由紀夫は、自決の2年前の1968年（昭和43年）5月26日付けで安岡に手紙を書いている[23]。この手紙では、当時入手困難だった安岡の著作を、伊沢甲子麿を通じ安岡本人から贈ってもらったことへの謝辞を「（安岡）先生のやうな真の学問に学ぶことのできる倖せ」と言い表すと共に、朱子学に傾倒する江藤淳や徂徠学に傾倒する丸山眞男への批判が述べられている[23][注釈 14]。三島の自決後、安岡は新聞が論評した三島流の「知行合一」を「動機の純粋を尊んで、結果の如何を問わないなんていう、そんなものは学問でもなく真理でもない」と批判している一方、三島個人については「惜しい人物であった。もう少し早く先師（王陽明）に触れていたら･･･」と述べたという[注釈 15]。
- 1990年（平成2年）に竹下登（元首相）が記者会見で示唆したところによると、「平成」の元号を考案したということが一般的に広く知られている。[24] しかし、元号制定時に内閣内政審議室長だった的場順三は、これは事実に反しており、「平成を考案したのは山本達郎先生です。日本学士院で初めてお会いした時、『これはいい文章だと思うんだけどな。これとこれを合わせるとこうなる』と、その場で『平成』を示されました。（中略）『平成』は安岡正篤先生の案だとまことしやかにいう人もいますが、事実ではありません。亡くなっている人の案を採用することは無いのですから」と証言している。[25] また、安岡はGHQによる「3S政策」の存在の可能性を著書『運命を創る―人生訓―』（プレジデント社・1985年）中で唱えている。
- 戦後の歴代総理に「日本の黒幕はだれか？」と聞けば、ほとんどの歴代首相が安岡正篤の名前を挙げたという。数々の伝説を残し、政界や財界や皇室までもが安岡を頼りにしていたことから「昭和最大の黒幕」と評される[26]。立場や財力と権力を武器として暗躍した黒幕が多い中、安岡はいうなれば人の心を指導する立場についていた。表に出る事は少なく、自分自身が直接権力を持たない反面、権力者に対して影響力を持っていたのが安岡だったと言われている。 [27]

## 主な著作
- 支那思想及人物講話 玄黄社、1921
- 王陽明研究 玄黄社、1922
- 復興亜細亜の思想的根拠 猶存社、1922
- 天子論及官吏論 社会教育研究所、1923
- 吉田松陰と国士的陶冶 大塩中斎洗心洞箚記抄釈 社会教育研究所、1924
- 日本精神の研究 玄黄社、1924
- 聖侠と超人 東洋研究会、1924
- 維新日本の青年に告ぐ 日本青年館、1925
- 復興亜細亜の根本精神 社会教育研究所、1925
- 日本精神の本質 社会教育研究所、1925
- 哲人陸象山 金雞學院、1927
- 日本の世運と子女の敎學 金雞學院、1927
- 日本政教の根本問題 國體原論 金雞學院、1927
- 自然と支那文学 東亜研究会、1927
- 革むる者・滅ぶる者 金雞學院、1928
- 金鶏精舎誦習光明蔵 金雞學院、1928
- 哲人耶律楚材 蒙古の大宰相 金雞學院、1929
- 東洋倫理概論 玄黄社、1929
- 光明蔵 金雞学院、1929
- 東洋思想の特質 中央教化團體聯合會、1929
- 諸葛孔明を憶ふ 金雞學院、1930
- 大塩平八郎 金雞學院、1930
- 達人熊沢蕃山 金雞學院、1930
- 読書人の心身攝養法 福岡農士学校、1930
- 古今名詩幽情集 金雞學院、1930
- 文中子抄 金雞學院、1931
- 日本武道と宮本武蔵 金雞學院、1931
- 政治と人物 金雞學院、1931
- 日本精神と辯證法 日本精神の根本（紀平正美と共著） 青年敎育普及會、1932
- 國體の眞意義 日本の國體（紀平正美と共著） 青年敎育普及會、1932
- 東洋政治哲學 王道の研究 玄黄社、1932
- 満蒙統治の王道的原則 金雞學院、1932
- 老荘思想講話 金雞學院、1932
- 楊墨異端の教 金雞學院、1932
- 幕末と志士道 金雞學院、1932
- 経世瑣言 国維会東京青年部、1933
- 荀子鈔 金雞學院、1933
- 旅と心 金雞學院、1933
- 孝経入門 金雞學院、1934
- 易学陰陽消長の理より見たる学の維新と日本精神論 日本文化協会出版部、1935
- 読書人の心身攝養法 素行会、1935
- 楠木正成 金雞學院、1935
- 漢詩読本 日本評論社、1936
- 河井蒼竜窟の学源 互尊独尊衍義補 日本互尊社、1936
- 日本精神通義 日本靑年館、1936
- 神道童問 金雞學院、1936
- 春日潜菴の教学 教学局、1937
- 主客観と心律 安岡正篤、1938
- 名君碩学水雲問答 金雞學院、1938
- 劉邦と項羽 史記物語 金雞學院、1938
- 夫子の道 孔子家語抄講  篤農協会、1940
- 日本精神と思想戰 内閣情報部、1940
- 斉家の学 篤農協会、1941
- 孔子家語經世抄 金鶏學報特輯 金雞學院、1942
- 世界の旅 第一書房、1942
- 続経世瑣言 刀江書院、1942
- 耕学清話 農閑学 篤農協会、1944
- 終戦前後 百朝集 福村書店、1946
- 老荘思想 福村書店、1946
- 政治家と實踐哲學 福村書店、1948
- 漢詩と人間学 昭心詩話 福村書店、1948
- 世界の運命 世界の旅より 明徳出版社、1950
- 照心詩話 漢詩と人間学 福村書店、1952
- 日本を興す道 師友会、1952
- 日本の父母に 福村書店、1952
- 新編百朝集 福村書店、1952
- 危機静話 新編経世瑣言 福村書店、1953
- 日本の運命 日本を救ふ道 明徳出版社、1955
- 祖国と青年 祖国の精神的伝統を語る 明徳出版社、1955
- 副論語 孔子家語十講 明徳出版社、1956
- 現代の道標 世界卓説名言抄 明徳出版社、1956
- 老子と達磨 明徳出版社、1956
- 英雄と学問 河井継之助とその学風 明徳出版社、1957
- 興亡秘話 明徳出版社、1957
- 暁鐘 明徳出版社、1958
- 東洋思想と人物 明徳出版社、1959
- 浮生有情集 浮生有情集刊行会、1959
- 易学入門 明徳出版社、1960
- 大和 自然と人間の大則 日本通運、1961
- 憂楽志 世の安危 明徳出版社、1961
- 東洋的志学 黎明書房、1961
- 醒睡記 明徳出版社、1963

## 訳書
- 曾國藩内訟錄 の抄訳註 金雞學院、1927[注釈 16]
- 養真生活 酔古堂剣掃続抄 陸紹珩（湘客）著『酔古堂剣掃』 の選釈 金雞學院、1935
- 王陽明文録 の選釈 金雞學院、1936
- 為政三部書 張養浩著『三事忠告』の訳註 玄黄社、1938